# Badminton na Letnich Igrzyskach Olimpijskich 2020 – singel kobiet
Turniej olimpijski w badmintonie kobiet podczas XXXII Letnich Igrzysk Olimpijskich w Tokio odbywał się w dniach od 24 lipca do 1 sierpnia 2021 roku w Musashino Forest Sports Plaza. W rywalizacji udział brały 43 zawodniczki.

## Zasady turnieju
Sportowcy zostali podzieleni na trzyosobowe grupy. w których rywalizowano systemem każdy z każdym. Zwycięzcy grup awansowali do 1/8 finału. Od tego czasu rywalizacja przybrała formę pucharową. Zwycięzcy awansowali do kolejnej rundy, a przegrani odpadali z rywalizacji. W trakcie całego turnieju mecze grało się do dwóch zwycięskich setów. Set kończył się, gdy zawodnik uzyskiwał 21 punktów i jednocześnie miał co najmniej dwa punkty przewagi nad rywalem.

## Rozstawione zawodniczki
1. Chen Yufei
2. Tai Tzu-ying
3. Nozomi Okuhara
4. Akane Yamaguchi
5. Ratchanok Intanon
6. Pusarla Venkata Sindhu
7. An Se-young
8. He Bingjiao
9. Michelle Li
10. Busanan Ongbamrungphan
11. Beiwen Zhang
12. Kim Ga-eun
13. Mia Blichfeldt
14. Gregoria Mariska Tunjung

## Faza grupowa

### Grupa A
| Zawodniczka    | Mecz | W | P | S+ | S- | Pkt. | Uwagi                 |
| -------------- | ---- | - | - | -- | -- | ---- | --------------------- |
| Chen Yufei     | 2    | 2 | 0 | 4  | 0  | 2    | Awans do ćwierćfinału |
| Neslihan Yiğit | 2    | 1 | 1 | 2  | 2  | 1    |                       |
| Doha Hany      | 2    | 0 | 2 | 0  | 4  | 0    |                       |

| Data     | Zawodnik 1     | Wynik      | Zawodnik 2     |
| -------- | -------------- | ---------- | -------------- |
| 25 lipca | Chen Yufei     | 21-5 21-3  | Doha Hany      |
| 27 lipca | Neslihan Yiğit | 21-5 21-5  | Doha Hany      |
| 28 lipca | Chen Yufei     | 21-14 21-9 | Neslihan Yiğit |

### Grupa C
| Zawodniczka           | Mecz | W | P | S+ | S- | Pkt. | Uwagi               |
| --------------------- | ---- | - | - | -- | -- | ---- | ------------------- |
| An Se-young           | 2    | 2 | 0 | 4  | 0  | 2    | Awans do 1/8 finalu |
| Clara Azurmendi       | 2    | 1 | 1 | 2  | 2  | 1    |                     |
| Dorcas Ajoke Adesokan | 2    | 0 | 2 | 0  | 4  | 0    |                     |

| Data     | Zawodnik 1            | Wynik      | Zawodnik 2            |
| -------- | --------------------- | ---------- | --------------------- |
| 24 lipca | An Se-young           | 21-13 21-8 | Clara Azurmendi       |
| 26 lipca | Dorcas Ajoke Adesokan | 10-21 2-21 | Clara Azurmendi       |
| 27 lipca | An Se-young           | 21-3 21-6  | Dorcas Ajoke Adesokan |

### Grupa D
| Zawodniczka            | Mecz | W | P | S+ | S- | Pkt. | Uwagi               |
| ---------------------- | ---- | - | - | -- | -- | ---- | ------------------- |
| Busanan Ongbamrungphan | 2    | 2 | 0 | 4  | 0  | 2    | Awans do 1/8 finału |
| Kristin Kuuba          | 2    | 1 | 1 | 2  | 2  | 1    |                     |
| Daniela Macías         | 2    | 0 | 2 | 0  | 4  | 0    |                     |

| Data     | Zawodnik 1             | Wynik       | Zawodnik 2     |
| -------- | ---------------------- | ----------- | -------------- |
| 24 lipca | Busanan Ongbamrungphan | 21-4 21-9   | Daniela Macías |
| 26 lipca | Kristin Kuuba          | 21-19 21-13 | Daniela Macías |
| 27 lipca | Busanan Ongbamrungphan | 21-16 21-12 | Kristin Kuuba  |

### Grupa E
| Zawodniczka           | Mecz | W | P | S+ | S- | Pkt. | Uwagi               |
| --------------------- | ---- | - | - | -- | -- | ---- | ------------------- |
| Nozomi Okuhara        | 2    | 2 | 0 | 4  | 0  | 2    | Awans do 1/8 finału |
| Jewgienija Kosieckaja | 2    | 1 | 1 | 2  | 2  | 1    |                     |
| Yvonne Li             | 2    | 0 | 2 | 0  | 4  | 0    |                     |

| Data     | Zawodnik 1            | Wynik       | Zawodnik 2            |
| -------- | --------------------- | ----------- | --------------------- |
| 25 lipca | Nozomi Okuhara        | 21-17 21-4  | Yvonne Li             |
| 26 lipca | Jewgienija Kosieckaja | 22-20 21-15 | Yvonne Li             |
| 28 lipca | Nozomi Okuhara        | 21-6 21-16  | Jewgienija Kosieckaja |

### Grupa F
| Zawodniczka     | Mecz | W | P | S+ | S- | Pkt. | Uwagi               |
| --------------- | ---- | - | - | -- | -- | ---- | ------------------- |
| Michelle Li     | 2    | 2 | 0 | 4  | 0  | 2    | Awans do 1/8 finału |
| Martina Repiská | 2    | 1 | 1 | 2  | 2  | 1    |                     |
| Nikté Sotomayor | 2    | 0 | 2 | 0  | 4  | 0    |                     |

| Data     | Zawodnik 1      | Wynik       | Zawodnik 2      |
| -------- | --------------- | ----------- | --------------- |
| 25 lipca | Michelle Li     | 21-8 21-9   | Nikté Sotomayor |
| 26 lipca | Martina Repiská | 21-19 21-12 | Nikté Sotomayor |
| 28 lipca | Michelle Li     | 21-18 21-16 | Martina Repiská |

### Grupa G
| Zawodniczka                    | Mecz | W | P | S+ | S- | Pkt. | Uwagi               |
| ------------------------------ | ---- | - | - | -- | -- | ---- | ------------------- |
| He Bingjiao                    | 2    | 2 | 0 | 4  | 0  | 2    | Awans do 1/8 finału |
| Sorayya Aghaei                 | 2    | 1 | 1 | 2  | 2  | 1    |                     |
| Fathimath Nabaaha Abdul Razzaq | 2    | 0 | 2 | 0  | 4  | 0    |                     |

| Data     | Zawodnik 1     | Wynik      | Zawodnik 2                     |
| -------- | -------------- | ---------- | ------------------------------ |
| 25 lipca | He Bingjiao    | 21-6 21-3  | Fathimath Nabaaha Abdul Razzaq |
| 26 lipca | Sorayya Aghaei | 21-14 21-7 | Fathimath Nabaaha Abdul Razzaq |
| 28 lipca | He Bingjiao    | 21-11 21-3 | Sorayya Aghaei                 |

### Grupa H
| Zawodniczka    | Mecz | W | P | S+ | S- | Pkt. | Uwagi               |
| -------------- | ---- | - | - | -- | -- | ---- | ------------------- |
| Beiwen Zhang   | 2    | 2 | 0 | 4  | 0  | 2    | Awans do 1/8 finału |
| Marija Ulitina | 2    | 1 | 1 | 2  | 2  | 1    |                     |
| Fabiana Silva  | 2    | 0 | 2 | 0  | 4  | 0    |                     |

| Data     | Zawodnik 1    | Wynik       | Zawodnik 2     |
| -------- | ------------- | ----------- | -------------- |
| 25 lipca | Beiwen Zhang  | 21-12 21-7  | Marija Ulitina |
| 26 lipca | Fabiana Silva | 14-21 20-22 | Marija Ulitina |
| 28 lipca | Beiwen Zhang  | 21-9 21-10  | Fabiana Silva  |

### Grupa I
| Zawodniczka    | Mecz | W | P | S+ | S- | Pkt. | Uwagi               |
| -------------- | ---- | - | - | -- | -- | ---- | ------------------- |
| Mia Blichfeldt | 2    | 2 | 0 | 4  | 0  | 2    | Awans do 1/8 finalu |
| Chen Hsuan-yu  | 2    | 1 | 1 | 2  | 2  | 1    |                     |
| Linda Zecziri  | 2    | 0 | 2 | 1  | 4  | 0    |                     |

| Data     | Zawodnik 1     | Wynik            | Zawodnik 2    |
| -------- | -------------- | ---------------- | ------------- |
| 25 lipca | Mia Blichfeldt | 21-7 21-14       | Chen Hsuan-yu |
| 27 lipca | Linda Zecziri  | 16-21 22-20 8-21 | Chen Hsuan-yu |
| 28 lipca | Mia Blichfeldt | 21-10 21-3       | Linda Zecziri |

### Grupa J
| Zawodniczka            | Mecz | W | P | S+ | S- | Pkt. | Uwagi               |
| ---------------------- | ---- | - | - | -- | -- | ---- | ------------------- |
| Pusarla Venkata Sindhu | 2    | 2 | 0 | 4  | 0  | 2    | Awans do 1/8 finału |
| Cheung Ngan Yi         | 2    | 1 | 1 | 2  | 3  | 1    |                     |
| Ksenia Polikarpova     | 2    | 0 | 2 | 1  | 4  | 0    |                     |

| Data     | Zawodnik 1             | Wynik           | Zawodnik 2         |
| -------- | ---------------------- | --------------- | ------------------ |
| 25 lipca | Pusarla Venkata Sindhu | 21-7 21-10      | Ksenia Polikarpova |
| 27 lipca | Cheung Ngan Yi         | 21-12 15-21 -16 | Ksenia Polikarpova |
| 28 lipca | Pusarla Venkata Sindhu | 21-9 21-16      | Cheung Ngan Yi     |

### Grupa K
| Zawodniczka     | Mecz | W | P | S+ | S- | Pkt. | Uwagi               |
| --------------- | ---- | - | - | -- | -- | ---- | ------------------- |
| Kim Ga-eun      | 2    | 2 | 0 | 4  | 0  | 2    | Awans do 1/8 finału |
| Yeo Jia Min     | 2    | 1 | 1 | 2  | 2  | 1    |                     |
| Haramara Gaitan | 2    | 0 | 2 | 0  | 4  | 0    |                     |

| Data     | Zawodnik 1  | Wynik       | Zawodnik 2      |
| -------- | ----------- | ----------- | --------------- |
| 24 lipca | Kim Ga-eun  | 21-14 21-9  | Haramara Gaitan |
| 27 lipca | Yeo Jia Min | 21-7 21-10  | Haramara Gaitan |
| 28 lipca | Kim Ga-eun  | 21-13 21-14 | Yeo Jia Min     |

### Grupa L
| Zawodniczka     | Mecz | W | P | S+ | S- | Pkt. | Uwagi               |
| --------------- | ---- | - | - | -- | -- | ---- | ------------------- |
| Akane Yamaguchi | 2    | 2 | 0 | 4  | 0  | 2    | Awans do 1/8 finału |
| Kirsty Gilmour  | 2    | 1 | 1 | 2  | 2  | 1    |                     |
| Mahoor Shahzad  | 2    | 0 | 2 | 0  | 4  | 0    |                     |

| Data     | Zawodnik 1      | Wynik       | Zawodnik 2     |
| -------- | --------------- | ----------- | -------------- |
| 24 lipca | Akane Yamaguchi | 21-3 21-8   | Mahoor Shahzad |
| 27 lipca | Kirsty Gilmour  | 21-14 21-14 | Mahoor Shahzad |
| 28 lipca | Akane Yamaguchi | 21-9 21-18  | Kirsty Gilmour |

### Grupa M
| Zawodniczka              | Mecz | W | P | S+ | S- | Pkt. | Uwagi               |
| ------------------------ | ---- | - | - | -- | -- | ---- | ------------------- |
| Gregoria Mariska Tunjung | 2    | 2 | 0 | 4  | 0  | 2    | Awans do 1/8 finału |
| Lianne Tan               | 2    | 1 | 1 | 2  | 2  | 1    |                     |
| Thet Htar Thuzar         | 2    | 0 | 2 | 0  | 4  | 0    |                     |

| Data     | Zawodnik 1               | Wynik       | Zawodnik 2       |
| -------- | ------------------------ | ----------- | ---------------- |
| 25 lipca | Gregoria Mariska Tunjung | 21-11 21-8  | Thet Htar Thuzar |
| 27 lipca | Lianne Tan               | 21-6 21-8   | Thet Htar Thuzar |
| 28 lipca | Gregoria Mariska Tunjung | 21-11 21-17 | Lianne Tan       |

### Grupa N
| Zawodniczka        | Mecz | W | P | S+ | S- | Pkt. | Uwagi               |
| ------------------ | ---- | - | - | -- | -- | ---- | ------------------- |
| Ratchanok Intanon  | 1    | 1 | 0 | 2  | 1  | 1    | Awans do 1/8 finału |
| Soniia Cheah Su Ya | 1    | 0 | 1 | 1  | 2  | 0    |                     |
| Laura Sárosi       | 0    | 0 | 0 | 0  | 0  | 0    |                     |

| Data     | Zawodnik 1         | Wynik           | Zawodnik 2         |
| -------- | ------------------ | --------------- | ------------------ |
| 25 lipca | Ratchanok Intanon  | unieważniony    | Laura Sárosi       |
| 27 lipca | Soniia Cheah Su Ya | odwoałny        | Laura Sárosi       |
| 28 lipca | Ratchanok Intanon  | 19-21 -18 21-10 | Soniia Cheah Su Ya |

### Grupa P
| Zawodniczka      | Mecz | W | P | S+ | S- | Pkt. | Uwagi                 |
| ---------------- | ---- | - | - | -- | -- | ---- | --------------------- |
| Tai Tzu-ying     | 3    | 3 | 0 | 6  | 0  | 3    | Awans do ćwierćfinału |
| Nguyễn Thùy Linh | 3    | 2 | 1 | 4  | 2  | 2    |                       |
| Qi Xuefei        | 3    | 1 | 2 | 2  | 4  | 1    |                       |
| Sabrina Jaquet   | 3    | 0 | 3 | 0  | 6  | 0    |                       |

| Data     | Zawodnik 1       | Wynik       | Zawodnik 2       |
| -------- | ---------------- | ----------- | ---------------- |
| 24 lipca | Qi Xuefei        | 11-21 11-21 | Nguyễn Thùy Linh |
| 24 lipca | Tai Tzu-ying     | 21-7 21-13  | Sabrina Jaquet   |
| 26 lipca | Qi Xuefei        | 21-10 21-14 | Sabrina Jaquet   |
| 26 lipca | Tai Tzu-ying     | 21-16 21-11 | Nguyễn Thùy Linh |
| 28 lipca | Tai Tzu-ying     | 21-10 21-13 | Qi Xuefei        |
| 28 lipca | Nguyễn Thùy Linh | 21-8 21-17  | Sabrina Jaquet   |

### Finały
|  |            |                          |            |                 |            |    |    |                   |              |                   |                   |                   |                   |                   |           |           |           |           |           |  |  |       |       |       |       |       |
|  | 1/8 finału | 1/8 finału               | 1/8 finału | 1/8 finału      | 1/8 finału |    |    | Ćwierćfinały      | Ćwierćfinały | Ćwierćfinały      | Ćwierćfinały      | Ćwierćfinały      |                   |                   | Półfinały | Półfinały | Półfinały | Półfinały | Półfinały |  |  | Finał | Finał | Finał | Finał | Finał |
|  | 1/8 finału | 1/8 finału               | 1/8 finału | 1/8 finału      | 1/8 finału |    |    | Ćwierćfinały      | Ćwierćfinały | Ćwierćfinały      | Ćwierćfinały      | Ćwierćfinały      |                   |                   | Półfinały | Półfinały | Półfinały | Półfinały | Półfinały |  |  | Finał | Finał | Finał | Finał | Finał |
|  |            |                          |            |                 |            |    |    |                   |              |                   |                   |                   |                   |                   |           |           |           |           |           |  |  |       |       |       |       |       |
|  |            |                          |            |                 |            |    |    |                   |              |                   |                   |                   |                   |                   |           |           |           |           |           |  |  |       |       |       |       |       |
|  |            |                          |            |                 |            |    |    |                   |              |                   |                   |                   |                   |                   |           |           |           |           |           |  |  |       |       |       |       |       |
|  |            |                          |            |                 |            |    |    |                   |              |                   |                   |                   |                   |                   |           |           |           |           |           |  |  |       |       |       |       |       |
|  |            |                          |            |                 |            |    |    |                   |              |                   |                   |                   |                   |                   |           |           |           |           |           |  |  |       |       |       |       |       |
|  | A1         | Chen Yufei               | 21         | 21              |            |    |    |                   |              |                   |                   |                   |                   |                   |           |           |           |           |           |  |  |       |       |       |       |       |
|  | A1         | Chen Yufei               | 21         | 21              |            |    |    |                   |              |                   |                   |                   |                   |                   |           |           |           |           |           |  |  |       |       |       |       |       |
|  |            |                          | C1         | An Se-young     | 18         | 19 |    |                   |              |                   |                   |                   |                   |                   |           |           |           |           |           |  |  |       |       |       |       |       |
|  | C1         | An Se-young              | C1         | An Se-young     | 18         | 19 | 21 | 21                |              |                   |                   |                   |                   |                   |           |           |           |           |           |  |  |       |       |       |       |       |
|  | C1         | An Se-young              |            |                 |            |    |    |                   |              |                   |                   |                   |                   |                   |           |           |           |           |           |  |  |       |       |       |       |       |
|  | D1         | Busanan Ongbamrungphan   | 15         | 15              |            |    |    |                   |              |                   |                   |                   |                   |                   |           |           |           |           |           |  |  |       |       |       |       |       |
|  | D1         | Busanan Ongbamrungphan   | 15         | 15              |            |    | A1 | Chen Yufei        | 21           | 13                | 21                |                   |                   |                   |           |           |           |           |           |  |  |       |       |       |       |       |
|  |            |                          |            |                 |            |    |    |                   |              |                   |                   |                   |                   |                   |           |           |           |           |           |  |  |       |       |       |       |       |
|  |            |                          | G1         | He Bingjiao     | 16         | 21 | 12 |                   |              |                   |                   |                   |                   |                   |           |           |           |           |           |  |  |       |       |       |       |       |
|  | E1         | Nozomi Okuhara           | G1         | He Bingjiao     | 16         | 21 | 12 | 21                | 21           |                   |                   |                   |                   |                   |           |           |           |           |           |  |  |       |       |       |       |       |
|  | E1         | Nozomi Okuhara           |            |                 |            |    |    |                   |              |                   |                   |                   |                   |                   |           |           |           |           |           |  |  |       |       |       |       |       |
|  | F1         | Michelle Li              | 9          | 7               |            |    |    |                   |              |                   |                   |                   |                   |                   |           |           |           |           |           |  |  |       |       |       |       |       |
|  | F1         | Michelle Li              | 9          | 7               |            |    | E1 | Nozomi Okuhara    | 21           | 13                | 14                |                   |                   |                   |           |           |           |           |           |  |  |       |       |       |       |       |
|  |            |                          |            |                 |            |    | E1 | Nozomi Okuhara    | 21           | 13                | 14                |                   |                   |                   |           |           |           |           |           |  |  |       |       |       |       |       |
|  |            |                          | G1         | He Bingjiao     | 13         | 21 | 21 |                   |              |                   |                   |                   |                   |                   |           |           |           |           |           |  |  |       |       |       |       |       |
|  | G1         | He Bingjiao              | G1         | He Bingjiao     | 13         | 21 | 21 | 14                | 9            |                   |                   |                   |                   |                   |           |           |           |           |           |  |  |       |       |       |       |       |
|  | G1         | He Bingjiao              |            |                 |            |    |    |                   |              |                   |                   |                   |                   |                   |           |           |           |           |           |  |  |       |       |       |       |       |
|  | H1         | Beiwen Zhang             | 21         | 7               |            |    |    |                   |              |                   |                   |                   |                   |                   |           |           |           |           |           |  |  |       |       |       |       |       |
|  | H1         | Beiwen Zhang             | 21         | 7               |            |    | A1 | Chen Yufei        | 21           | 19                | 21                |                   |                   |                   |           |           |           |           |           |  |  |       |       |       |       |       |
|  |            |                          |            |                 |            |    |    |                   |              |                   |                   |                   |                   |                   |           |           |           |           |           |  |  |       |       |       |       |       |
|  |            |                          | P1         | Tai Tzu-ying    | 18         | 21 | 18 |                   |              |                   |                   |                   |                   |                   |           |           |           |           |           |  |  |       |       |       |       |       |
|  | I1         | Mia Blichfeldt           | P1         | Tai Tzu-ying    | 18         | 21 | 18 | 15                | 13           |                   |                   |                   |                   |                   |           |           |           |           |           |  |  |       |       |       |       |       |
|  | I1         | Mia Blichfeldt           |            |                 |            |    |    |                   |              |                   |                   |                   |                   |                   |           |           |           |           |           |  |  |       |       |       |       |       |
|  | J1         | P. V. Sindhu             | 21         | 21              |            |    |    |                   |              |                   |                   |                   |                   |                   |           |           |           |           |           |  |  |       |       |       |       |       |
|  | J1         | P. V. Sindhu             | 21         | 21              |            |    | J1 | P. V. Sindhu      | 21           | 22                |                   |                   |                   |                   |           |           |           |           |           |  |  |       |       |       |       |       |
|  |            |                          |            |                 |            |    | J1 | P. V. Sindhu      | 21           | 22                |                   |                   |                   |                   |           |           |           |           |           |  |  |       |       |       |       |       |
|  |            |                          | L1         | Akane Yamaguchi | 13         | 20 |    |                   |              |                   |                   |                   |                   |                   |           |           |           |           |           |  |  |       |       |       |       |       |
|  | K1         | Kim Ga-eun               | L1         | Akane Yamaguchi | 13         | 20 | 17 | 18                |              |                   |                   |                   |                   |                   |           |           |           |           |           |  |  |       |       |       |       |       |
|  | K1         | Kim Ga-eun               |            |                 |            |    |    |                   |              |                   |                   |                   |                   |                   |           |           |           |           |           |  |  |       |       |       |       |       |
|  | L1         | Akane Yamaguchi          | 21         | 21              |            |    |    |                   |              |                   |                   |                   |                   |                   |           |           |           |           |           |  |  |       |       |       |       |       |
|  | L1         | Akane Yamaguchi          | 21         | 21              |            |    | J1 | P. V. Sindhu      | 18           | 12                |                   |                   |                   |                   |           |           |           |           |           |  |  |       |       |       |       |       |
|  |            |                          |            |                 |            |    |    |                   |              |                   |                   |                   |                   |                   |           |           |           |           |           |  |  |       |       |       |       |       |
|  |            |                          | P1         | Tai Tzu-ying    | 21         | 21 |    |                   |              | Mecz o 3. miejsce | Mecz o 3. miejsce | Mecz o 3. miejsce | Mecz o 3. miejsce | Mecz o 3. miejsce |           |           |           |           |           |  |  |       |       |       |       |       |
|  | M1         | Gregoria Mariska Tunjung | P1         | Tai Tzu-ying    | 21         | 21 | 12 | 19                |              | Mecz o 3. miejsce | Mecz o 3. miejsce | Mecz o 3. miejsce | Mecz o 3. miejsce | Mecz o 3. miejsce |           |           |           |           |           |  |  |       |       |       |       |       |
|  | M1         | Gregoria Mariska Tunjung |            |                 |            |    |    |                   |              |                   |                   |                   |                   |                   |           |           |           |           |           |  |  |       |       |       |       |       |
|  | N1         | Ratchanok Intanon        | 21         | 21              |            |    |    |                   |              |                   |                   |                   |                   |                   |           |           |           |           |           |  |  |       |       |       |       |       |
|  | N1         | Ratchanok Intanon        | 21         | 21              |            |    | N1 | Ratchanok Intanon | 21           | 18                | 18                | G1                | He Bingjiao       | 13                | 15        |           |           |           |           |  |  |       |       |       |       |       |
|  |            |                          |            |                 |            |    | N1 | Ratchanok Intanon | 21           | 18                | 18                | G1                | He Bingjiao       | 13                | 15        |           |           |           |           |  |  |       |       |       |       |       |
|  |            |                          | P1         | Tai Tzu-ying    | 14         | 21 | 21 |                   |              | J1                | P. V. Sindhu      | 21                | 21                |                   |           |           |           |           |           |  |  |       |       |       |       |       |
|  |            |                          |            |                 |            | 21 | 21 |                   |              | J1                | P. V. Sindhu      | 21                | 21                |                   |           |           |           |           |           |  |  |       |       |       |       |       |